# Stanisław Feliks Hiszpański
Stanisław Feliks Hiszpański, ps. Maćko z Bogdańca (ur. 30 sierpnia 1872 w Saratowie, zm. 25 września 1939 w Warszawie) – właściciel warszawskiej firmy szewskiej Hiszpański, działacz społeczny.

## Życiorys
Urodził się 30 sierpnia 1872 w Saratowie, w rodzinie Stanisława Antoniego i Zofii z Kwiatkowskich. Był trzecim z kolei Stanisławem Hiszpańskim, właścicielem znanej firmy szewskiej w Warszawie . Ukończył gimnazjum II w Warszawie. Po maturze i uzyskaniu dyplomu czeladnika podjął pieszą podróż z Warszawy, przez Czechy, Niemcy, Szwajcarię i Francję do Paryża. Po drodze uczył się języków przez nowe znajomości i pracował. W Paryżu na Sorbonie ukończył studia z tytułem magistra praw.

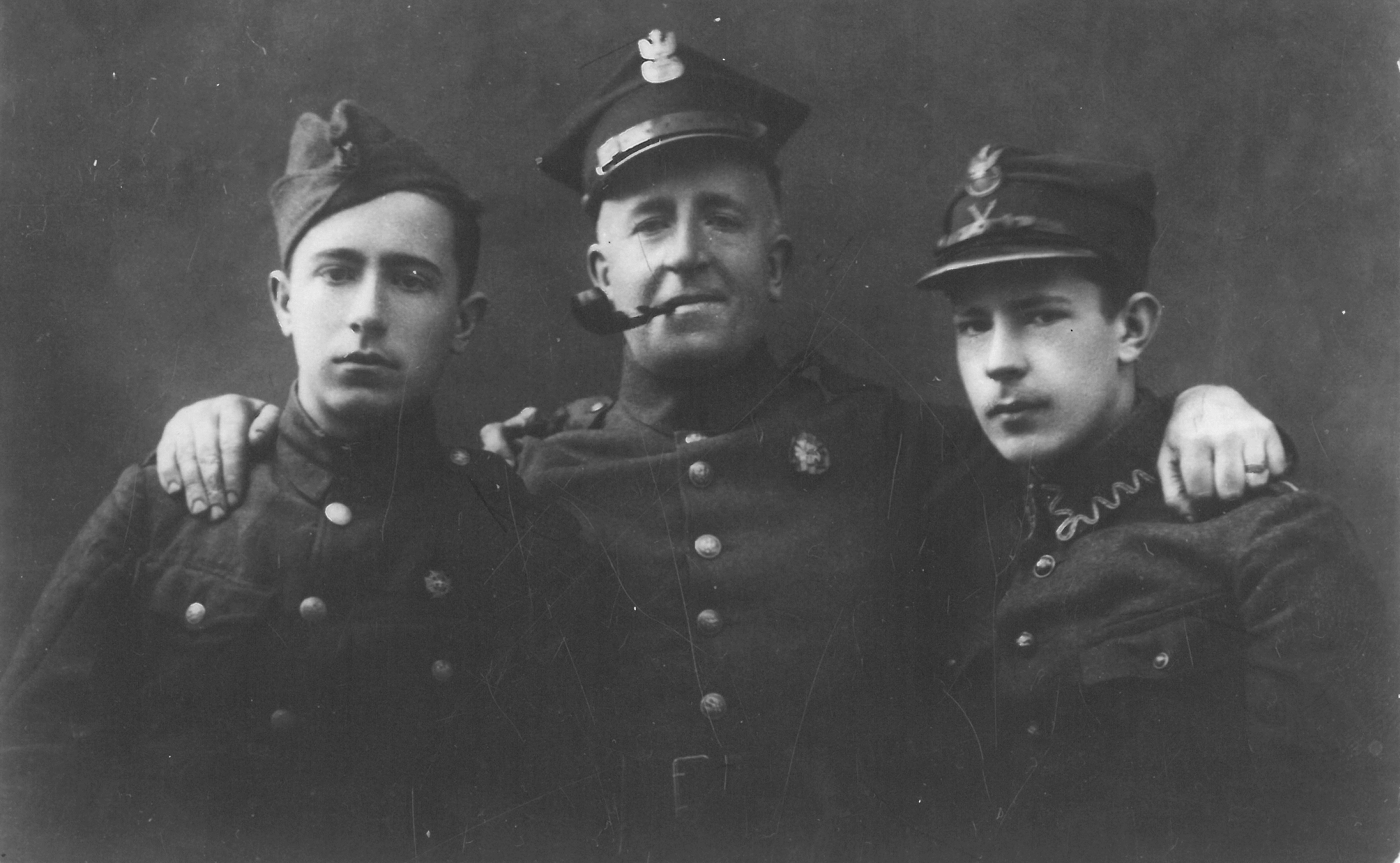
Stanisław Feliks Hiszpański z synami, ok. 1920 roku

Podczas studiów zatrudnił się jako robotnik w garbarni, dzięki czemu poznał dogłębnie technologię przygotowania skór do produkcji obuwia oraz problemy robotników. W Paryżu poznał swą późniejszą żonę Zofię z Krakowów. Po powrocie do Warszawy uzyskał tytuł mistrza rzemiosła szewskiego i przejął firmę po ojcu, Stanisławie Antonim Hiszpańskim.
Władał biegle językiem francuskim, niemieckim, rosyjskim, angielskim i czeskim, mógł jednocześnie rozmawiać w kilku językach, co ułatwiało kontakty z klientami firmy oraz kontakty towarzyskie. Jako właściciel firmy Hiszpański przyjmował klientów oraz koordynował i nadzorował wszelkie prace wykonywane dla firmy przez pracowników: mistrzów szewskich, księgowość i innych.
Firma miała klientów w Polsce i w krajach na 5 kontynentach  . W latach 20. XX w. wybudował willę przy ul. Narbutta 18, w której oprócz części mieszkalnej na piętrze, cały parter przeznaczył na warsztaty z zapleczem socjalnym dla swych pracowników. W roku 1918 wraz z małżonką oddał całą rodową biżuterię na Skarb Narodowy. W roku 1922 podarował Kasie im. Mianowskiego posiadłość „Osada Kilińskie” na rzecz uczonych polskich .
2 sierpnia 1899 roku ożenił się z Zofią Janiną Krakow (1879–1963). Mieli troje dzieci: Zdzisława Janusza (inżyniera), Stanisława (artystę) i Marię Zofię Janinę, późniejszą Hiszpańską-Neumann, również artystkę.
Zginął 25 września 1939 roku podczas bombardowania Warszawy. Symboliczny grób znajduje się na cmentarzu Powązkowskim w Warszawie (kwatera y-5,6-1,2).

## Działalność polityczna i społeczna
Jako zwolennik walki o niepodległość z bronią w ręku i ze względu na przekonania społeczne, aktywnie współdziałał z Polską Partią Socjalistyczną. W mieszkaniach kijowskim i warszawskich przechowywani byli działacze patriotyczni (Józef Piłsudski) i rewolucyjni (Feliks Dzierżyński, Julian Marchlewski, Michał Mirza-Sulkiewicz, Róża Luksemburg, Stefania Sempołowska) z wyrokami carskimi, broń i tzw. bibuła (po którą do zaboru austriackiego jeździła Zofia Hiszpańska-matka). Policja i żandarmeria dokonywały wielokrotnie, lecz bezskutecznie rewizji. W latach 1899–1904 na podstawie doświadczeń zdobytych w czasie swojego pobytu w Czechach, zakładał „gniazda” Sokołów Polskich pod pozorem szkół gimnastyki. Sam w latach 1899–1917 prowadził „gniazda” na Woli i Powiślu, grupujące zaniedbane dzieci ulicy. Organizował działalność edukacyjną i szkolenia wojskowe. Pod pseudonimem Zbyszko z Bogdańca publikował w „Dzienniku Kijowskim” artykuły popularyzujące wycieczki krajoznawcze po Królestwie Polskim (sam, aż do roku 1939, był zamiłowany w konnych wycieczkach po różnych regionach kraju i poznawaniu folkloru, m.in. pieśni „dziadowskich”). W czasie pobytu w Kijowie Hiszpański należał do inicjatorów i założycieli w 1906 roku Polskiego Towarzystwa Gimnastycznego „Sokół” oraz był członkiem  pierwszego zarządu Związku Sokołów Polskich w zaborze rosyjskim (wraz z E. Hersem i K. Węglińskim). W okresie przed I wojną światową w swej posiadłości „Osada Kilińskie” położonej w starych lasach nad Świdrem, z dala od wsi Mlądz i Józefów, prowadził przez kilka lat szkolenie wojskowe IV gniazda sokolskiego, a w siedzibie Warszawskiego Towarzystwa Cyklistów na Dynasach – działalność edukacyjną i kulturalną. W posiadłości Hiszpańskiego w czasach zaboru rosyjskiego (najbardziej restrykcyjnego, stąd brak pisanej dokumentacji) mieściła się główna kwatera Związku Sokołów Polskich. Przed I wojną światową, w oparciu o nowatorskie idee skautingu oraz „Sokoła” Hiszpański współtworzył w konspiracji przyszłe Harcerstwo Polskie. W jego posiadłości w okresie zaboru mieściła się zakonspirowana kwatera główna harcerstwa. Obaj synowie – Zdzisław i Stanisław oraz córka Zofia Maria od dziecka byli aktywnymi harcerzami. Dzięki Hiszpańskiemu jedną ze sprawności harcerskich stało się samodzielne zrobienie obuwia, aż do uzyskania pod okiem mistrza i w jego warsztatach tytułu czeladnika. Po odzyskaniu przez Polskę Niepodległości, w roku 1918 Hiszpańscy oddali na Skarb Państwa całą biżuterię rodową i osobistą. Wraz z dwoma synami Zdzisławem i Stanisławem brał udział w wojnie z bolszewikami w roku 1920 jako ochotnik Wojska Polskiego.
W odpowiedzi na apel o wsparcie Kasy Mianowskiego znajdującej się w katastrofalnej sytuacji materialnej nauki polskiej, Hiszpański ofiarował w roku 1922 posiadłość „Osada Kilińskie”. W akcie donacji przeznaczył ją na miejsce pracy twórczej i odpoczynku uczonych. Wówczas nadał jej nazwę „Mądralin”. Zarząd sprawował wraz z Prezesem Kasy Mianowskiego prof. Karolem Lutostańskim i prof. Stanisławem Michalskim (oraz dwoma innymi członkami).

## Ordery i odznaczenia
- Złoty Krzyż Zasługi (28 stycznia 1939)[35]
- Medal Niepodległości (16 marca 1937)[36]

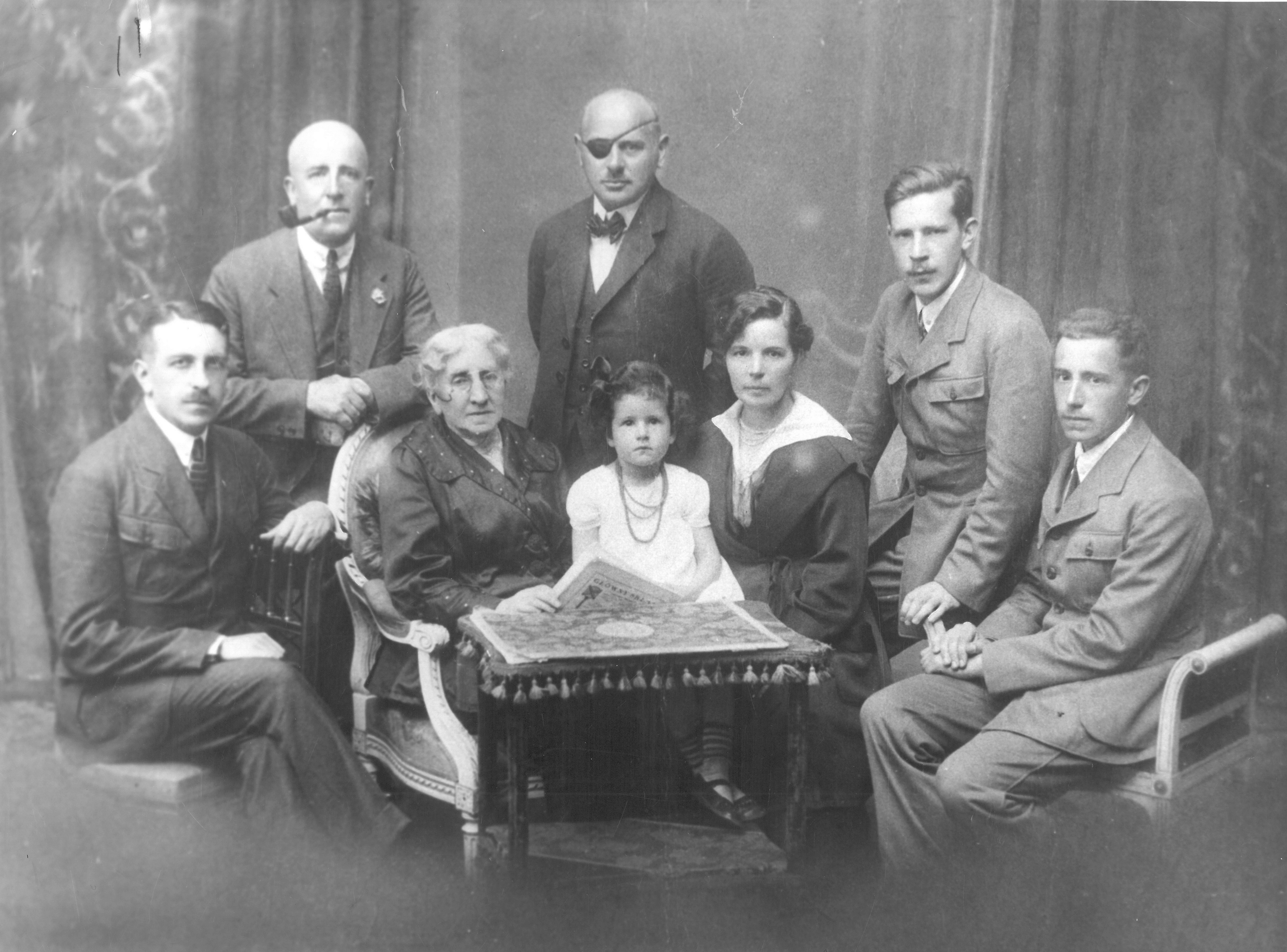
Portret rodzinny Hiszpańskich z około 1920 roku. Stanisław Feliks Hiszpański – drugi z lewej

## Upamiętnienie
W 2001 jednej z ulic na warszawskim Mokotowie nadano nazwę Rodziny Hiszpańskich. Stanisław Hiszpański jest wśród pięciu osób z tego rodu, którym poświęcona jest nazwa tej ulicy.
Stanisław Feliks Hiszpański widnieje na Tablicach Zasłużonych na Powązkach wśród zasłużonych „działaczy gospodarczych”. Został upamiętniony jako ofiarodawca Mądralina na tablicy znajdującej się pod jego portretem w Domu Pracy Twórczej PAN. 